# 雅尔塔体系

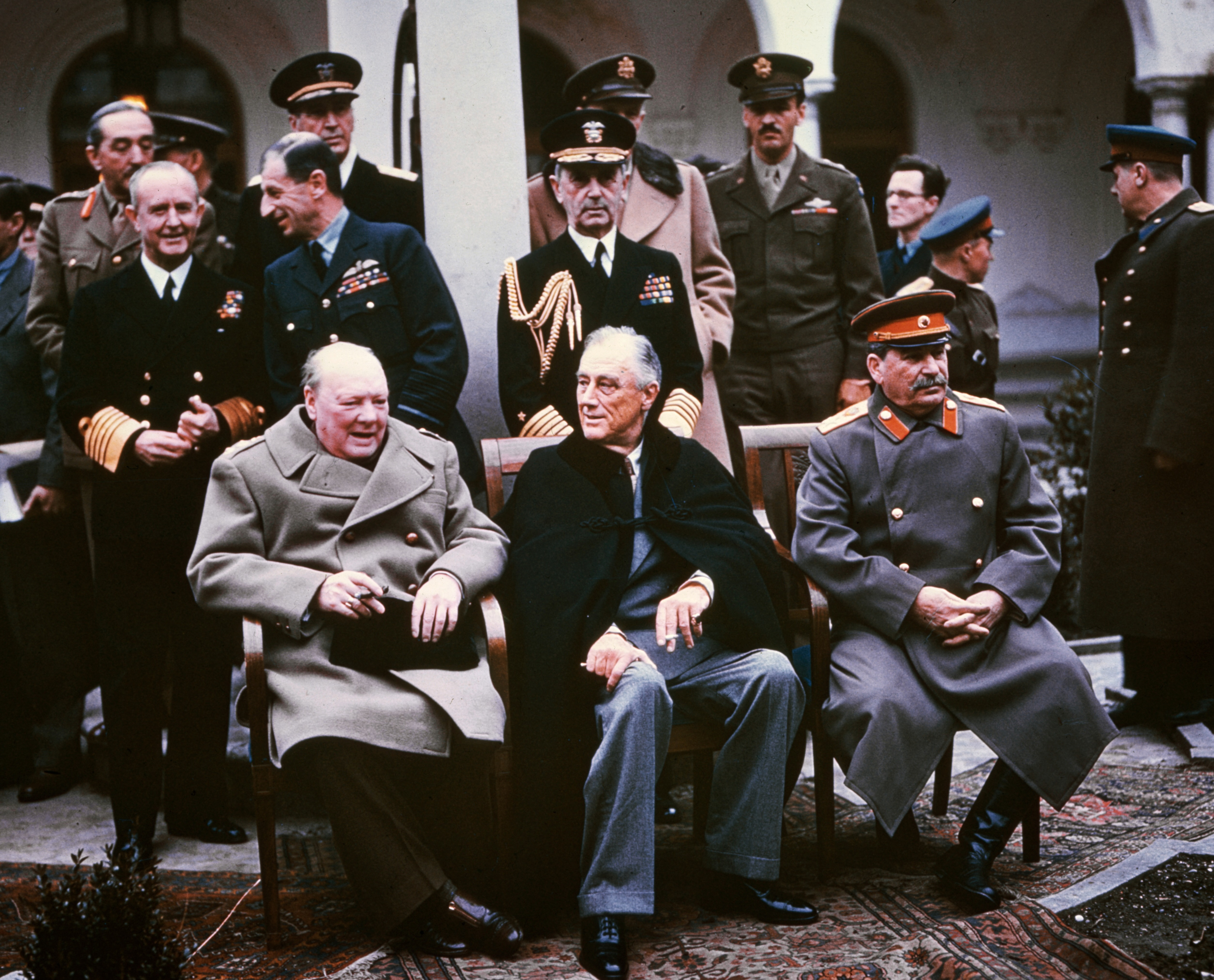
雅尔塔会议中的三巨头：丘吉尔、罗斯福和斯大林。

雅尔塔体系（英語：Yalta system）是对1945年－1991年间国际政治格局的称呼，得名于1945年初美国、英国、苏联3国政府首脑罗斯福、丘吉尔、斯大林在苏联雅尔塔（位于今克里米亚）举行的国际会议。其特点是：以美国和苏联两极为中心，在全球范围内进行争夺霸权的冷战，但不排除局部地区由美苏两个超级大国直接或间接参与的战争，如朝鲜战争、越南战争、阿富汗战争等。
1989年东欧剧变及1991年苏联解体後，雅尔塔体系瓦解，美國在1990年代後成為全球唯一的超級大國；但受到反恐戰爭、中美競爭、南海爭端、俄烏衝突、以巴長期衝突等地緣政治事件的影響，目前新的国际格局正在形成中，並有發生第二次冷戰的可能。